# (15231) Ehdita
(15231) Ehdita (1987 RO5) – planetoida z grupy pasa głównego asteroid okrążająca Słońce w ciągu 7,84 lat w średniej odległości 3,94 j.a. Odkryta 4 września 1987 roku.